# Joseph Rollet
Pour les articles homonymes, voir Rollet.
Martin Pierre Joseph Rollet, né le 12 novembre 1824 à Lagnieu et mort le 2 août 1894 à Lyon, est un médecin, vénérologue et chirurgien français.

## Biographie[1]

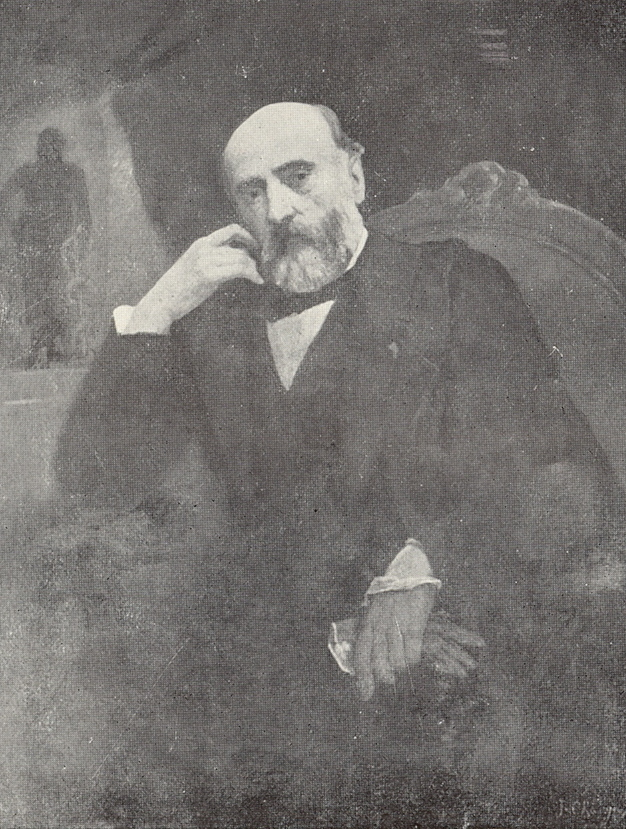
Portrait de Joseph Rollet par Jean-Baptiste Chatigny, 1880.

Fils d'un maître de poste et neveu d'un religieux janséniste, Joseph Rollet commence des études classiques au petit séminaire de Meximieux et les poursuit au collège royal de Lyon où il obtient, à dix neuf ans, le prix d’honneur de philosophie.
Il commence ses études médicales à l'École de médecine de Lyon (qui ne deviendra faculté qu’en 1877), mais, au bout d’une année, il part concourir à l'externat des hôpitaux de Paris ; reçu sixième, sur une promotion de cent quatre-vingt concurrents, il peut choisir le service d’Armand Trousseau. Il est nommé interne en 1845 et sera affecté dans les services de chirurgie de l'Hôpital Beaujon, à l’Hôpital de la Pitié chez Jacques Lisfranc, à l'Hôpital Saint-Antoine chez Auguste Bérard et enfin chez Stanislas Laugier à l’Hôtel-Dieu de Paris.
Le 26 novembre 1848, il soutient  à la Faculté de médecine de Paris, une thèse de doctorat intitulée « Des hémorragies traumatiques à l’intérieur du crâne » ; la même année, il se présente au concours de chirurgien major de l'Hôtel-Dieu de Lyon, mais y échoue.
Loin de se décourager, il se présente et est reçu au concours de chirurgien-major de l'Hôpital de l'Antiquaille de Lyon, le 11 mars 1850, un poste qu'il n'occupera que cinq ans plus tard, en 1855 ; entre-temps, il installe un cabinet médical Rue Claudia pour y développer une clientèle et se consacre à l’étude des maladies vénériennes, en effet la dermato-vénérologie était, depuis longtemps, une des spécialités phares de ce grand hôpital lyonnais. Il exerce la fonction de chirurgien-major jusqu'en 1864, date à laquelle le règlement l'oblige à quitter son poste : ces neuf années lui suffisent néanmoins à révolutionner la vénérologie.
À la création de la faculté de Médecine de Lyon, en mai 1877, Rollet semble le mieux placé pour occuper la chaire de clinique des maladies cutanées et vénériennes, mais c'est Antoine Gailleton, (qui lui succède comme chirurgien-major), qui est nommé et Rollet hérite de la chaire d’hygiène : il s’attache à remplir son rôle avec conscience. Secrétaire puis président du Conseil départemental d’hygiène, il présente de nombreux rapports concernant les Industries et Établissements insalubres et les épidémies de fièvre typhoïde qui touchent Lyon en 1874 et Cluny en 1887.
Rollet doit faire de la clientèle pour gagner sa vie : il pratique la médecine générale mais se spécialise dans les maladies de la peau et les maladies vénériennes ; après son cabinet de la rue Claudia, il s'installe au 41, rue Saint-Pierre, (actuellement rue Paul-Chenavard) où il réside jusqu’en 1892 puis il transfère son cabinet au 10 de la rue des Archers.
C’est là qu'il meurt subitement, le 2 août 1894, alors qu'il vient de terminer la rédaction du discours qu'il devait prononcer le lendemain comme président du congrès de Dermato-vénérologie qui s'ouvrait à Lyon ; ses obsèques ont lieu le 4 août et l'inhumation a lieu à Beynost, où Rollet possédait une résidence d’été.
Marié en 1855 à la fille d'un notaire de Roanne, Mlle Jullièron, il a avec elle deux enfants : un garçon prénommé Étienne (1862-1937) qui suit les traces de son père et devient professeur de clinique ophtalmologique et membre de l'Académie de Médecine et une fille, qui épousera en secondes noces Alexandre Lacassagne, l'un des pionniers de la Médecine légale.
Nommé correspondant de l’Académie de médecine seulement en 1885, il ne fut élu associé national que début 1894, deux mois avant sa mort ; l’année précédente, il avait été nommé Correspondant de l’Institut. Il est fait Chevalier de la Légion d'honneur en 1864, à l’occasion du voyage de l’Impératrice Eugénie pour l'inauguration de l'Asile auquel l'administration hospitalière avait donné son nom. Il était également Membre de l'Académie des Sciences, Belles-Lettres et Arts de Lyon, président de la Société nationale de Médecine de Lyon et président d'Honneur de la Société Française de Dermatologie et de Syphiligraphie.

## Publications et apport scientifique
Selon Jacques Chevallier, « pour fonder une école qui sera reconnue et appelée École de l’Antiquaille, il fallait un chef de file digne de ce nom : ce fut Prosper Baumès. Ce chirurgien major, nommé au premier concours de chirurgien-major en 1832, a su, en l’espace de six ans, transformer un hospice de vénériens en la première école dermatologique et vénérologique de province ; mais il fallait également un médecin découvreur de talent : ce fut Joseph Rollet quelques années plus tard. C’est la figure médicale  la plus prestigieuse de l’École de l’Antiquaille : son œuvre vénérologique est considérable ».
Il est le premier à avoir affirmé la différence entre le chancre mou et le chancre syphilitique induré, (syphilis) en contradiction avec les théories de Philippe Ricord, qui voyait dans ces lésions la même maladie ; en 1856, il put démontrer expérimentalement le bien-fondé de ces observations. En 1859, il publie que l’incubation de la syphilis est de trois semaines environ, ce que niait Ricord.
Les observations rigoureuses de Rollet permettront d'affirmer la contagiosité de la syphilis ainsi que le début de la maladie par un chancre : il prouva la transmission de la syphilis par un chancre du mamelon de la nourrice infectée par un nourrisson malade et également chez les souffleurs de verre de Givors  et de Rive de Gier qui présentaient des chancres de la bouche transmis par des accidents secondaires ; ces découvertes eurent des conséquences thérapeutiques et médico-légales d’une grande importance.
Avec Joseph Rollet, la médecine légale de la syphilis va désormais reposer sur des bases scientifiques.
L’essentiel des publications de J. Rollet concerne la dermatologie ou les maladies vénériennes, en dehors de ses travaux comme médecin hygiéniste ou les quelques essais historiques comme « La blessure d’Alexandre le Grand » ou « Les applications du feu à l’hygiène dans les temps préhistoriques» : c’est ainsi, qu’il publie en 1865, un très important ouvrage de plus de neuf cents pages « Traité des maladies vénériennes ».